# День Вайтангі
День Вайтангі (маор. Te Rā o Waitangi), національний день Нової Зеландії, відзначає річницю першого підписання — 6 лютого 1840 року — договору Вайтангі. Договір Вайтангі був угодою щодо британського суверенітету над Новою Зеландію між представниками британської корони та корінними вождями маорі, і тому багато хто вважає його основоположним документом нації.
День Вайтангі вперше відзначили в 1934 році, а в 1974 році його зробили національним державним святом. Річниця підписання Договору Вайтангі відзначається щорічно 6 лютого як державне святого Нової Зеландії, і є вихідним днем. Якщо ж дата Дня Вайтангі припадає на суботу чи неділю, то вихідний переноситься на наступний понеділок.
В цей день урочисті церемонії відбуваються у Вайтангі та інших місцях на честь підписання Договору. Проводяться різноманітні заходи, зокрема вечірки, маорі-хуей (соціальні збори маорійців), громадські дискусії, в рамках яких відбуваються обговорення про історію Нової Зеландії, церемонії вручення державних нагород та отримання новозеландського громадянства. В цей день також була неодноразово відбувалися акції протесту активістів маорі.
День Вайтангі також святкується на офіційному рівні та є вихідним у Ніуе, оскільки Ніуе є самоврядною державою у вільній асоціації з Новою Зеландією та поділяє важливі історичні та культурні події Нової Зеландії, включаючи День Вайтангі.

## Історія

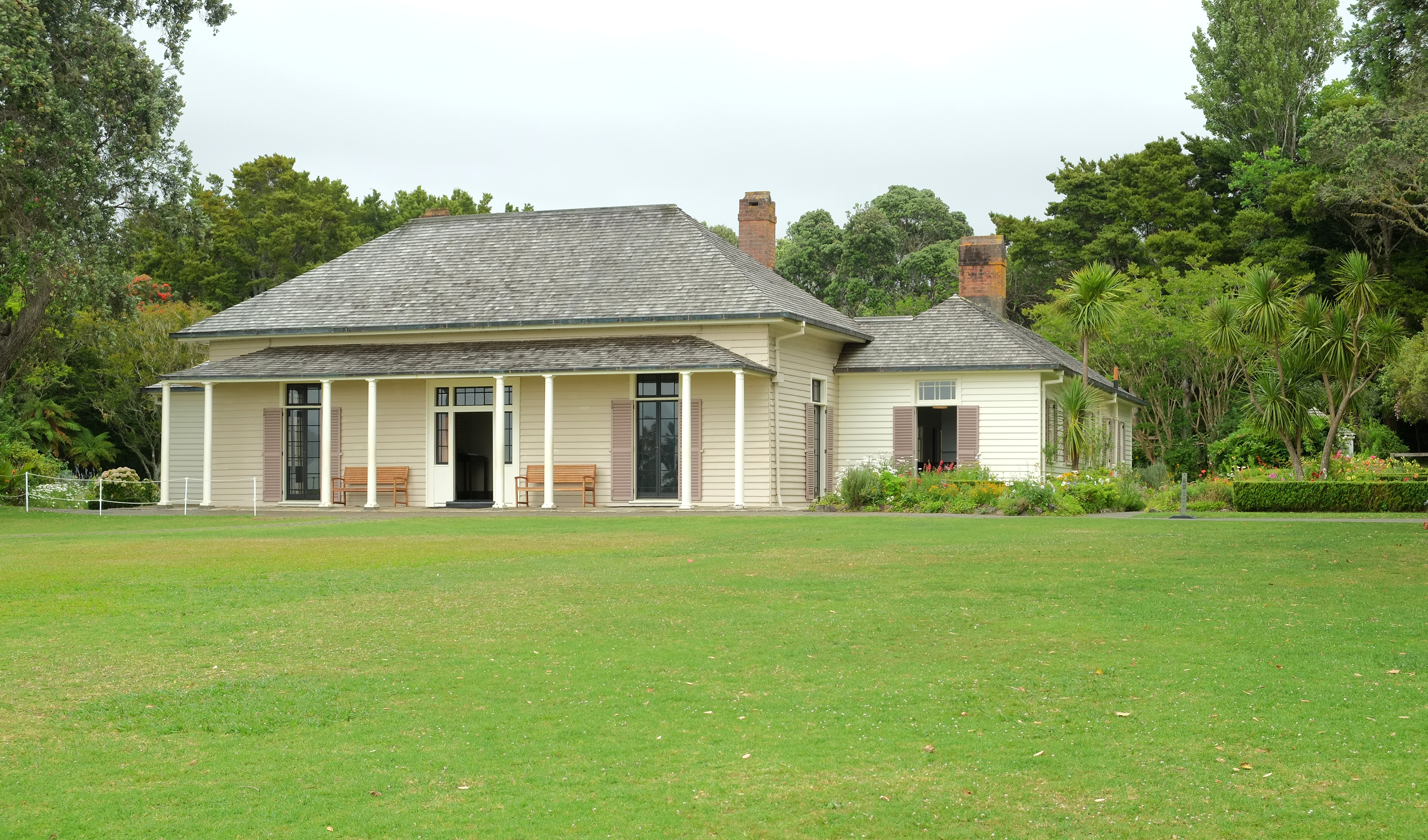
Будинок договору та територія у Вайтангі, де вперше було підписано Договір Вайтангі. Перший день Вайтангі відсвяткували в цьому місці 6 лютого 1934 року.

Договір Вайтангі (маор. Te Tiriti o Waitangi) було вперше підписано 6 лютого 1840 року на території будинку Джеймса Басбі — нині відомого як Будинок договору — у Вайтангі, у Бей-оф-Айлендс. Договір був підписаний представниками, які діяли від імені британської корони, і, спочатку, приблизно 45 вождями маорі. Протягом наступних семи місяців британці розвозили копії договору по новозеландському архіпелагу, і зрештою близько 540 вождів маорі підписали його. Підписання мало наслідком забезпечення британського суверенітету над островами Нової Зеландії, який був офіційно проголошений лейтенант-губернатором Нової Зеландії Вільямом Гобсоном 21 травня 1840 року

### Попередні святкування
До 1934 року більшість урочистостей з нагоди заснування Нової Зеландії як колонії проводилися 29 січня, у день, коли Вільям Гобсон прибув до Бей-оф-Айлендс, щоб опублікувати прокламацію про його призначення, яку підготували представники колоніального офісу в Англії. У Гобсона не було проекту договору. З британської точки зору прокламація була ключовим правовим документом, «те, що говорилося в договорі, було менш важливим».
У 1932 році генерал-губернатор лорд Бледіслоу та його дружина придбали та подарували нації занедбаний будинок Джеймса Басбі, де спочатку було підписано Договір. Згодом вони пожертвували £500 на відновлення будівлі. Будинок Договору та територія були оголошені заповідною зоною 6 лютого 1934 року. Ця подія вважається першим Днем Вайтангі.
У 1940 році на цьому місці відбувся ще один захід, присвячений 100-річчю підписання договору. Захід мав успіх і допоміг підвищити авторитет договору та його дня відзначення в національній свідомості.

### Щорічні відзначення
Щорічне відзначення підписання Договору почалося в 1947 році. Подією 1947 року була церемонія Королівського флоту Нової Зеландії, центральною подією якої було встановлення флагштоку. Церемонія була короткою, на ній не було присутніх маорі. Наступного року до складу учасників виступів було додано оратора маорі. З 1952 року на урочистих церемоніях у Вайтангі був присутній генерал-губернатор, а з 1958 року — прем'єр-міністр, але не кожного року. З середини 1950-х років у рамках церемонії зазвичай влаштовувався культурний виступ маорі. Багато з цих традицій залишаються частиною церемоній Дня Вайтангі і сьогодні, включаючи військово-морський салют, культурний виступ маорі (тепер зазвичай pōwhiri, урочисте вітання маорі), а також промови низки визначних маорі та пакеха (не маорійців).

### Пропозиція відзначати День Вайтангі як вихідний день
Лейбористська партія Нової Зеландії заявила у своєму передвиборчому маніфесті 1957 року, що вона зробить День Вайтангі державним святом. Після перемоги на виборах того року партія заявила, що країна не може дозволити собі ще одне державне свято та вихідний (див. Чорний бюджет). Лише за три роки Закон про День Вайтангі 1960 року дозволив населеним пунктам у різних регіонах Нової Зеландії перенести вихідний день зі свого існуючого регіонального державного свята на День Вайтангі.
У 1963 році, після зміни уряду, прийняття поправок до Закону про День Вайтангі дозволило перенести свято, що відзначалося в Нортленді в День річниці Окленда (найближчий понеділок до 29 січня), на День Вайтангі, 6 лютого. Це вперше в історії Нової Зеландії коли День Вайтангі став вихідним в одному з регіонів (лише у Нортленді).

### Встановлення вихідного дня на День Вайтангі

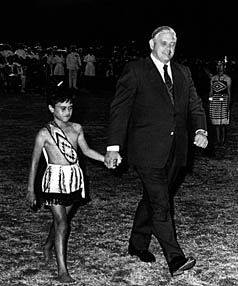
Прем'єр-міністр Нової Зеландії Норман Кірк і хлопчик маорі на день Вайтангі, 1973 рік

День Вайтангі став загальнонаціональним державним святом у 1974 році після того як свято змінило назву. У 1971 році тодішній тіньовий міністр праці у справах маорі Матіу Рата вніс законопроєкт про те, щоб зробити День Вайтангі національним святом і називати його Днем Нової Зеландії. Проте, цей законпроєкт не було прийнято.
Втім, після виборів 1972 року та приходу до влади третього лейбористського уряду Нової Зеландії під керівництвом прем'єр-міністра Нормана Кірка все ж було оголошено, що з 1974 року День Вайтангі стане національним святом, відомим як День Нової Зеландії. Закон про День Нової Зеландії був прийнятий у 1973 році. Для прем'єр-міністра Кірка зміна назви свята була визнанням того, що Нова Зеландія готова рухатися до ширшої концепції нації. З огляду на зростаючу роль країни на міжнародній арені вважалося своєчасним назвати національний день Днем Нової Зеландії. Під час урочистостей у 1974 році на верхівці флагштока у Вайтангі вперше вивішувався прапор Нової Зеландії, а не Юніон Джек (прапор Великої Британії). Крім цього була вивішена копія прапора Об'єднаних племен Нової Зеландії (прапор конфедерації маорійських племен на півночі Північного острова Нової Зеландії, що юридично існувала з 1835 по 1840 роки).
Прихід до влади третього національного уряду Нової Зеландії в 1975 році призвів до того, що святу було повернуто назву День Вайтангі, оскільки новому прем'єр-міністру Роберту Малдуну не сподобалася назва «День Нової Зеландії». Крім цього, багато маорі вважали, що перейменування свята принижує Договір. У 1976 році було прийнято ще один закон про День Вайтангі, щоб юридично повернути назву День Вайтангі.
Згідно зі змінами у новозеландське законодавство, прийнятим у 2013 році, День Вайтангі було визначено, що якщо День Вайтангі припадає на суботу або неділю, то наступний понеділок буде вихідним днем.

## Відзначення свята

### У Вайтангі

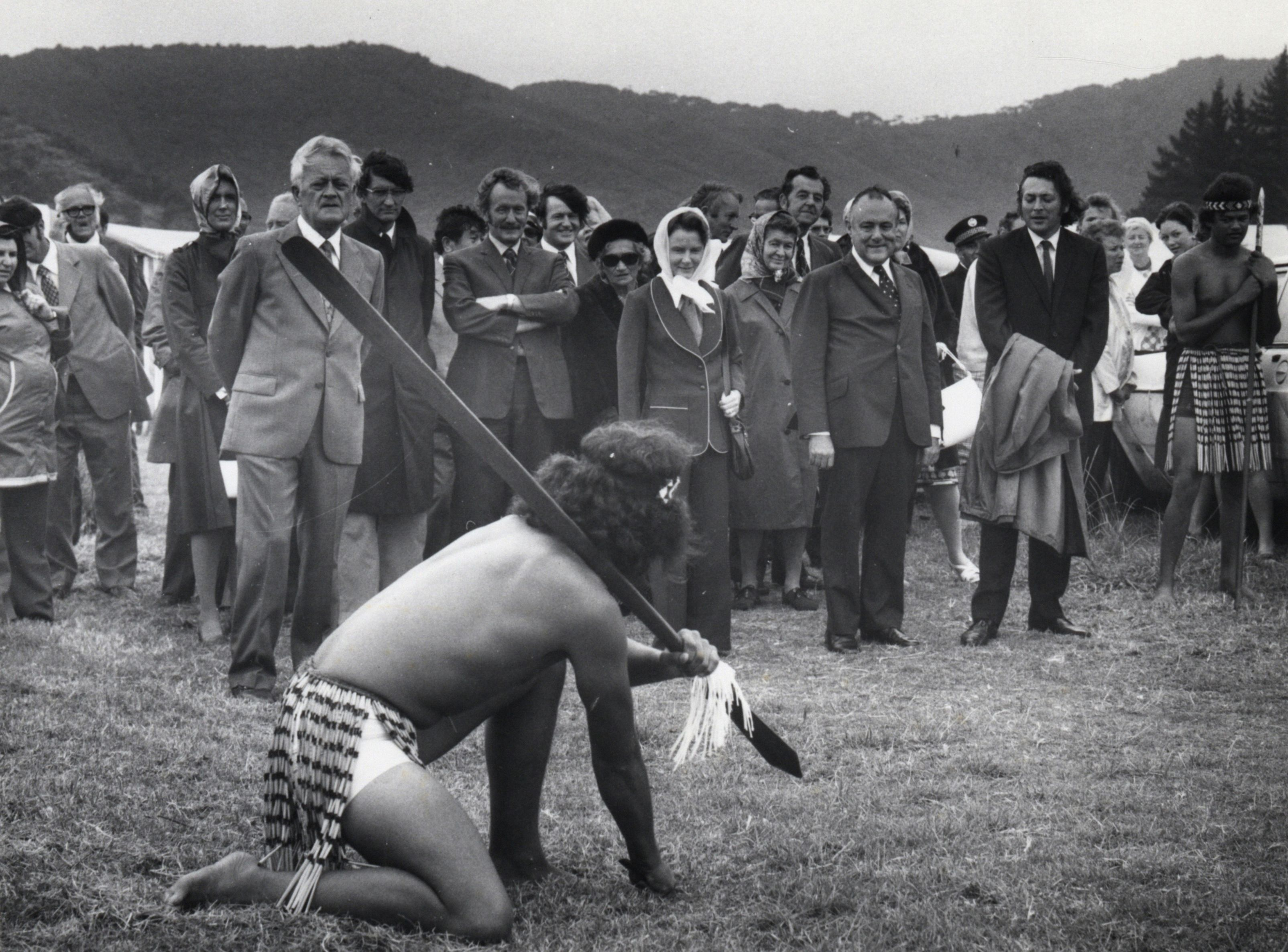
День Вайтангі, 1976 року, за участі прем'єр-міністра Нової Зеландії Роберта Малдуна

Пам'ятні заходи у Вайтангі зазвичай починаються за два-три дні до Дня Вайтангі. У марае (священному місці) Те Тіі Вайтангі, на південному березі річки Вайтангі, члени уряду Нової Зеландії беруть участь у офіційній церемонії привітання та слухають промови місцевих іві. Ці промови часто стосуються актуальних питань, і виникають бурхливі та серйозні дебати. Політики зазвичай мають право виступати, але іноді це право в них відкликається, як у випадку з лідером опозиції Гелен Кларк у 1999 році, прем'єр-міністрами Джоном Кі у 2016 році та Біллом Інглішем у 2017 році Останніми роками офіційна церемонія поухірі, або вітальна церемонія, для членів новозеландського парламенту перемістилася з Те Тії Вайтангі (іноді його називають «нижнім марае») до Те Уаре Рунанга (іноді це місце називають «верхнім марае», хоча це не справжнє марае), яке знаходиться на території де було укладено Договів Вайтангі (на північ від річки Вайтангі). У 2018 році Джасінда Ардерн стала першим прем'єр-міністром Нової Зеландії, яка відвідала урочисту церемонію за три роки. Згідно з The Guardian, «у часи керівництва Ардерн святкування набуло більш примирливого відтінку, коли прем'єр-міністр зазвичай проводила кілька днів на території де було укладено Договір, слухаючи лідерів маорі. Більше того, у 2018 році Джасінда Ардерн попросила тих, хто зібрався, притягнути її уряд до відповідальності».
У власне День Вайтангі на світанку проводиться громадська церемонія, організована Національним фондом Вайтангі, на якій присутні старійшини та лідери маорі, релігійні лідери, політики, члени дипломатичного корпусу та персонал сил оборони Нової Зеландії. У 2021 році це включало виконання маорійських гімнів, релігійні читання та молитви багатьма мовами. Королівський флот Нової Зеландії підняв прапори на флагштоку, розташованому на території де було укладено Договір. З 2018 року члени уряду, включаючи прем'єр-міністра та членів парламенту та їхні сім'ї, готують сніданок із барбекю для представників громадськості після ранкової служби. Протягом дня відбуваються культурні виставки, такі як капа хака (танець і пісня маорі), вананга (освітні дискусії) та інші розваги, які відбуваються на сценах по всій території святкування. У демонстраціях у гавані також беруть участь кілька вака (маорійські каное), а іноді і кораблі ВМС Нової Зеландії. День завершується традиційною церемонією спуску прапорів ВМС.

### В інших місцях Нової Зеландії

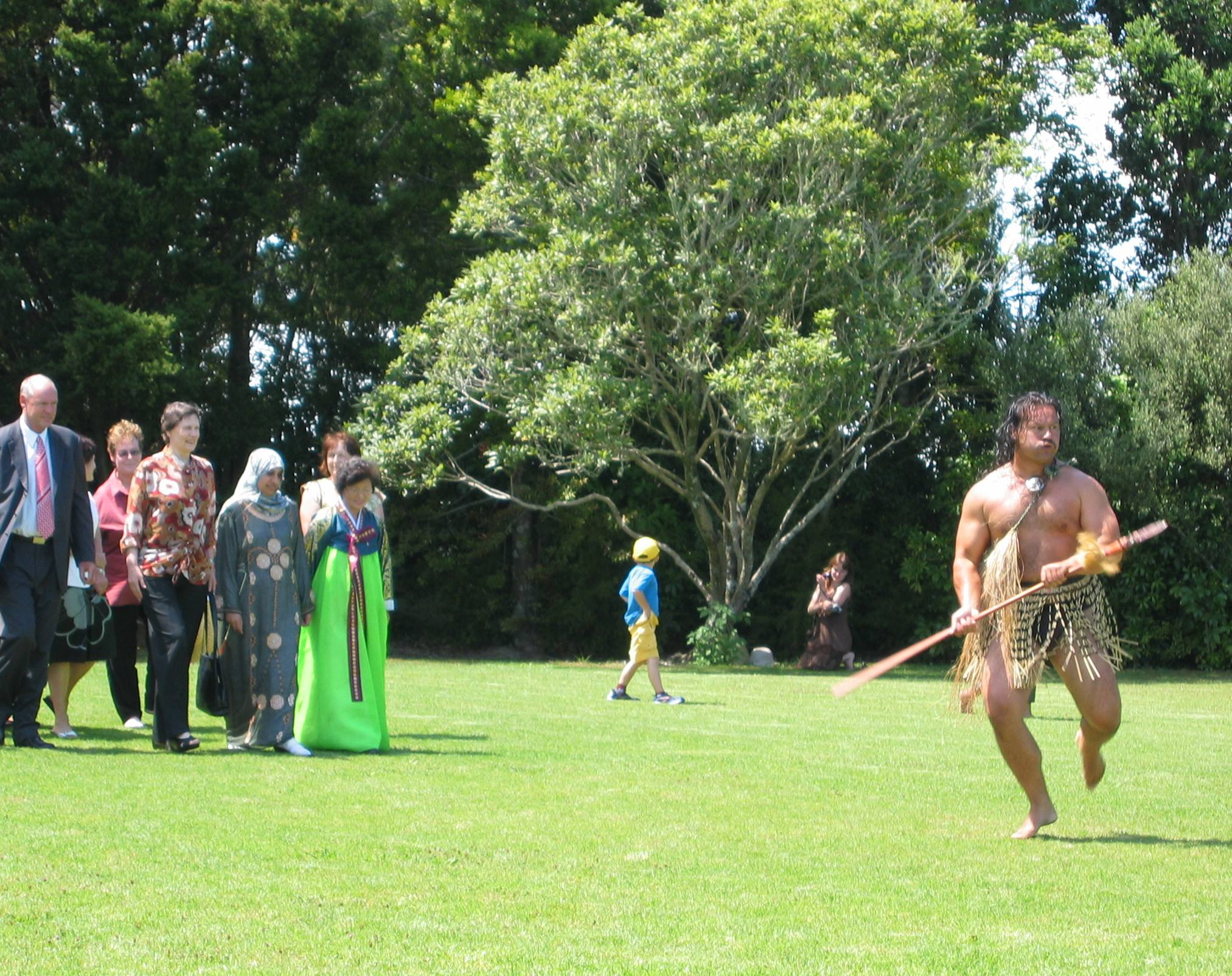
Прем'єр-міністра Гелен Кларк вітають у марае Хоані Вайтіті у Окленді, День Вайтангі 2006 р.

Деякі марае використовують цей день як день відкритих дверей та освітній досвід для місцевих громад, що дає їм можливість познайомитися з культурою маорі, або як можливість пояснити, де вони бачать маорі та шлях розвитку маорі в Новій Зеландії з політичної точки зору. Водночас, пам'ятні заходи значно менші порівняно з тими, які можна побачити під час національних днів більшості країн. Немає ні парадів, ні феєрверків, ні справді масових пам'ятних заходів.
Міські ради, музеї, бібліотеки та галереї по всій Новій Зеландії організовують безкоштовні програми публічних заходів на честь Дня Вайтангі, наприклад, у 2023 році в музеї Вайкато (місто Гамілтон) відбулися демонстрації традиційної техніки плетіння маорі, концерт та показ фільму Whina про Фіну Купер — новозеландську активістка та впливову старійшина маорі, яка займалася боротьбою за права свого народу, особливо жінок. У Веллінгтоні відбувся концерт у парку Вайтангі під назвою Te Rā o Waitangi, кінопоказ просто неба, салюти в лагуні Вайрепо та двомовні екскурсії по виставці Те Тоху в Національній бібліотеці, де можна було побачити оригінал Договору Вайтангі 1840 року.
Генерал-губернатор Нової Зеландії проводить щорічну вечірку в саду для запрошених гостей у Будинку уряду у Веллінгтоні. У Будинку уряду в Окленді зазвичай проводяться церемонії отримання громадянства країни. Оскільки цей день є державним святом і збігається з найтеплішою частиною новозеландського літа, багато людей користуються нагодою провести день на пляжі — це важлива частина новозеландської культури.
З 2014 року Товариство авторів Нової Зеландії присуджує літературні нагороди Дня Вайтангі в День Вайтангі.

### В Австралії
Оскільки в Австралії проживає значна кількість новозеландців, у багатьох містах цієї країни відбуваються урочисті заходи з нагоди Дня Вайтангі. На маслозаводі Kingston Butter Factory у Кінгстоні, штат Квінсленд, асоціація Те Корова Ароха (Плащ Кохання) щорічно проводила мультикультурний фестиваль на честь Дня Вайтангі, починаючи з 2002 року. У Сіднеї приблизно 8000 людей відвідали фестиваль Дня Вайтангі 2013 року в Холройд Гарденс. На фестивалі були представлені артефакти, відбувалась вистава з виконанням танця хака та представленням культури маорі (маорійська кухня, мистецтво татуювання та різьблення по дереву). 6 лютого 2015 року в заповіднику Нуррагінгі відбулося перше вшанування Дня Вайтангі, де більше уваги було приділено самому документу, процесу укладення договору та його значенню для маорі та пакеха (інших громадян Нової Зеландії) сьогодні. Цей захід був спільно організований міською радою Блектауна та вартовими маорі Нового Південного Уельсу (У Новій Зеландії та за її межами налічується близько 900 вартових маорі, які є волонтерами, що забезпечують підтримку, безпеку, контроль за дорожнім рухом, а також надають першу медичну допомогу відповідно до новозеландського Закону про розвиток громади маорі від 1962 року).

### У Великій Британії
У Лондоні, де проживає одна з найбільших у світі громад новозеландських емігрантів, національний день відзначається благодійним балом до Дня Вайтангі, який проводить британське Товариство Нової Зеландії. В рамках заходу також проходить щорічна церемонія нагородження «Новозеландець року», демонстрація маорійської культуру лондонською групою маорі Нгаті Ранана, а також дегустація найкращих вин та страв з Нової Зеландії. Крім того, товариство проводить богослужіння в церкві Св. Лаврентія Єврейського.
Крім цього існує традиція, якої дотримуються вже близько 40. Найближчої до 6 лютого суботи новозеландці, переважно Пакеха, беруть участь у барному турі за допомогою кільцевої лінії лондонського метро. При цьому, регулярно виникають суперечки і бійки, після того, як деякі новозеландці пакеха виконують п'яні імітації хака, що вважається образливим. У самій Новій Зеландії такі паб тури були піддані критиці за приниження мани («честі») Договору Вайтангі.

### В інших місцях світу
У багатьох інших країнах із новозеландським емігрантським населенням День Вайтангі відзначається приватно. При цьому, цей день офіційно відзначають усі посольства Нової Зеландії в світі.
До Дня Вайтангі 2007 року авіакомпанія Air New Zealand доручила кільком новозеландцям, які проживають у Лос-Анджелесі та Південній Каліфорнії, створити гігантську піщану скульптуру у формі листя папороті (один з символів Нової Зеландії) на пляжі Санта-Моніка, викликавши ажіотаж у місцевих жителів.

## Суперечки і протести

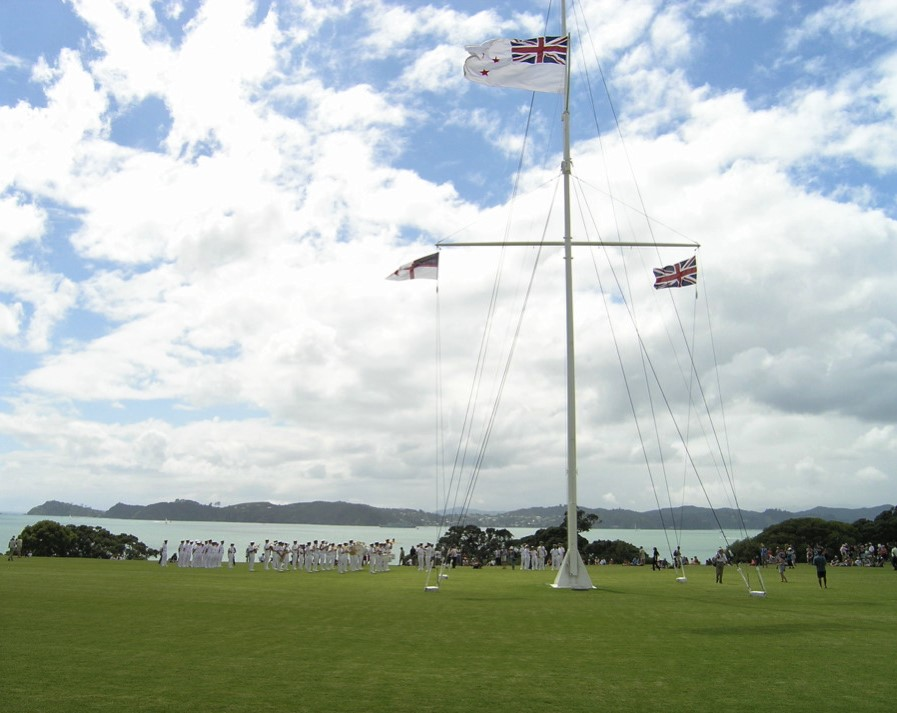
Флагшток у Вайтангі, який часто знаходиться в епіцентрі значного протесту. На флагштоку зліва-направо майорять прапор Об'єднаних племен Нової Зеландії; прапор Королівського флоту Нової Зеландії та прапор Великої Британії.

До 1971 року Вайтангі та День Вайтангі були епіцентром протесту для тих, хто вважав Договір Вайтангі, або його трактування урядом несправедливим. Перші протести очолила група Нга Таматоа (Ngā Tamatoa («Воїни») — група маорійських активістів, яка діяла протягом 1970-х років з метою просування прав маорі, боротьби з расовою дискримінацією та протистояння несправедливостям, вчиненим урядом Нової Зеландії, зокрема, порушенням Договору Вайтангі). У 1972 році, реагуючи на звинувачення, генерал-губернатор Нової Зеландії Артур Поррітт відповів: «Я просто не вірю, що в цій країні існує расизм чи дискримінація», демонструючи таким чином цілковите непорозуміння з маорійськими активістами. При цьому, маорійські активісти спочатку закликали до ширшого визнання і застосування Договору Вайтангі але на початку 1980-х років вони також стверджували, що Договір був способом шахрайства та засобом, за допомогою яких пакеха обманом вигнали маорі з їхньої землі. Деякі групи маорійських активістів, в тому числі Комітет дій Вайтангі, намагалися зупинити проведення урочистих заходів у День Вайтангі. У 1984 році на знак протесту проти святкування Дня Вайтангі хікой (традиційний марш протесту маорі) вирушив із марае Турангаваевае до території де було підписано Договір Вайтангі. За підтримки Комітету дій Вайтангі, Ради маорі Нової Зеландії, Ліги добробуту жінок маорі та тодішнього короля маорі Кінгітанги кількість учасників цього маршу зросла до 2000 осіб. Зростання протестів призвело до зіткнень між поліцією та протестувальниками, що іноді призводило до десятків арештів.
Коли Договір Вайтангі отримав більш широке офіційне визнання в середині 1980-х років, акцент знову повернувся до закликів до його дотримання, а протестувальники загалом повернулися до мети підвищення обізнаності про нього та те, що, на їхню думку, держава нехтує ним. У 1990 році молода жінка маорі кинула мокру чорну футболку в королеву Єлизавету II під час її візиту до Вайтангі, намагаючись «привернути увагу країни до проблем маорі» та «домогтися справедливості згідно з Договором Вайтангі». У 1995 році загроза протестів була настільки сильною, що гарантувати безпеку неможливо, і урочисті заходи в День Вайтангі було скасовано.
Деякі новозеландські політики та активісти, такі як Пол Холмс, вважають, що День Вайтангі є надто суперечливим, щоб бути національним днем, і прагнули замінити його Днем Анзака. Інші, наприклад Пітер Данн з Партії Об'єднаного майбутнього Нової Зеландії, запропонували змінити назву свята на День Нової Зеландії.

### Остання активність

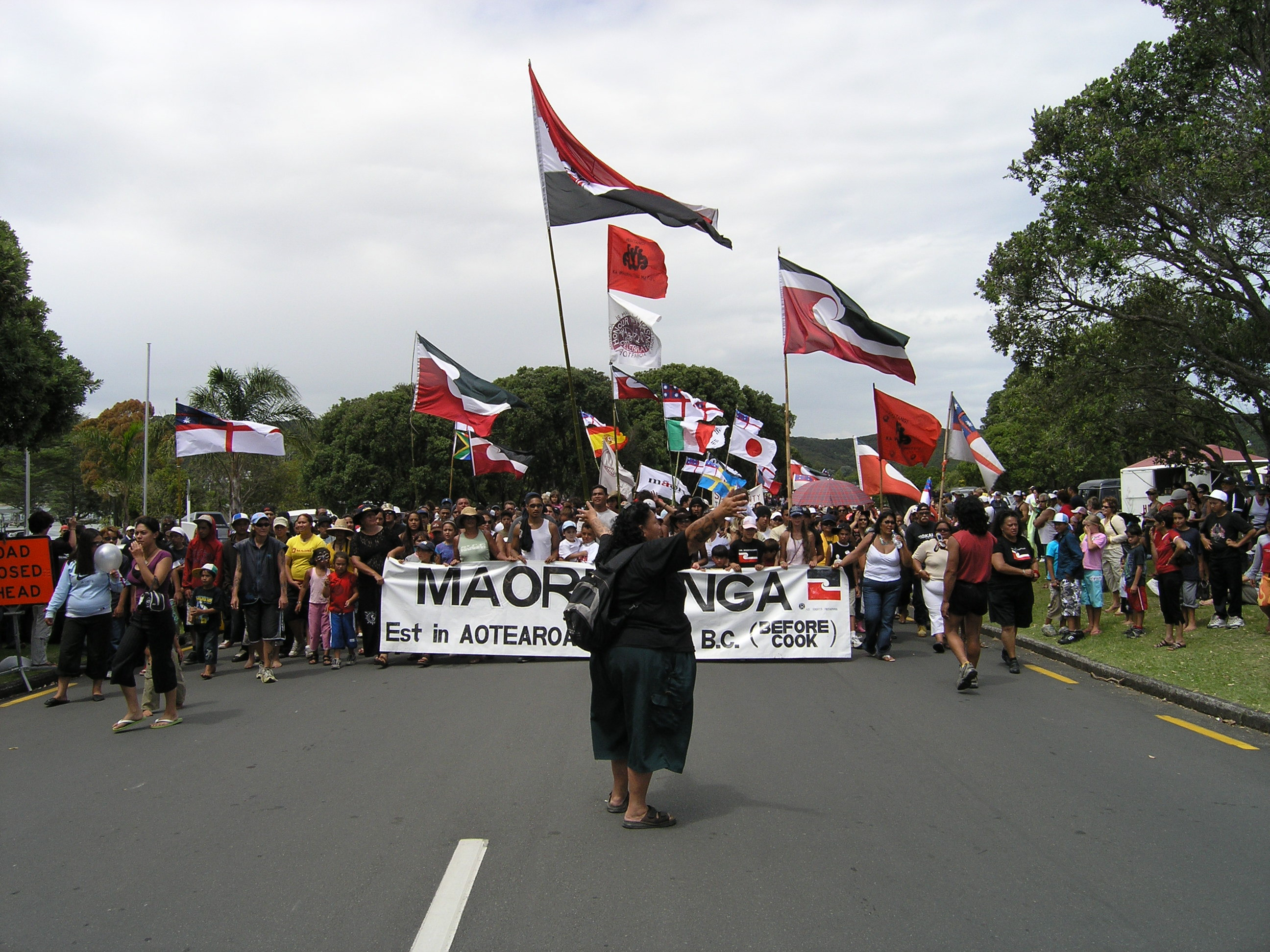
Протестувальники маорі в 2006 році

Святкування Дня Вайтангі вже довгий час є можливістю для маорі висвітлити важливі для них питання, зокрема у контексті порушення Договору, високого рівня ув'язнення маорі та можливу підтримку урядом Нової Зеландії конституційних змін, які юридично закріплять принципи Договору у новозеландському законодавстві. Раніше ціллю цих протестів були часті спроби вандалізму щодо флагштоку, продовжуючи традицію, яка походить з 19 століття, коли маорійський вождь Хоне Хеке зрубав флагшток з британським флагом у сусідньому місті Расселл. У 2004 році протестувальникам вдалося вивісити національний прапор маорі (відомий як тіно рангатіратанга) над іншими прапорами на флагштоку, скинувши його з верхівки сусіднього дерева.
Через рівень протестної активності, який раніше мав місце у Вайтангі, прем'єр-міністр Нової Зеландії Хелен Кларк не була присутня у Вайтангі в 2000 році. Внаслідок цього, у 2001 році офіційні заходи були перенесені з Вайтангі до Веллінгтона. Деякі маорі вважали, що це образа для них самих і для Договору. У 2003 і 2004 роках свято знову офіційно відзначали у Вайтангі. У 2004 році тодішній лідер новозеландської опозиції Дон Браш був облитий брудом, коли він входив у марае Те Тіі Вайтангі у відповідь на його суперечливу промову у місті Орева того року.
5 лютого 2009 року, за день до Дня Вайтангі, коли прем'єр-міністр Джон Кі йшов до марае, його ображали і штовхали двоє племінників члена парламенту від Партії Маорі Хоне Харавіри. Обидва зізналися в нападі та були засуджені до 100 годин громадських робіт. У 2011 році ці двоє знову ображали Джона Кі, коли він увійшов у марае. Мокра футболка, кинута в королеву Єлизавету II та інші напади на різних прем'єр-міністрів у Вайтангі 6 лютого призвели до значної присутності поліції та контингенту збройних сил Нової Зеландії під час святкування Дня Вайтангі протягом кількох років. У 2016 році медсестра, протестуючи проти пропонованого підписання торговельної угоди TPPA, кинула гумовий фалоімітатор у Стівена Джойса, члена парламенту, який представляв прем'єр-міністра Джона Кі. Сам прем'єр-міністр відмовився бути присутнім на тогорічній урочистій церемонії, оскільки місцеві маорі відмовили його у праві виголосити промову. Жінку, яка жбурнула предмет затримали, але згодом відпустили.
У 2018 році прем'єр-міністр Джасінда Ардерн провела у Вайтангі п'ять днів, це найдовший термін, який будь-який прем'єр-міністр Нової Зеландії проводив в цьому місці. Тітеухай Харавіра, відомий активіст маорі, привітав Ардерн і супроводжував її до місця укладання Договору, тримаючи її за руку — це суттєва зміна в порівнянні з реакцією Харавіри на візит Хелен Кларк у 1998 році — тоді він довів Кларк до сліз. Ардерн також стала першою жінкою-прем'єр-міністром, якій маорі надали право виступати у марае Те Тіі Вайтангі. Маорі також запропонували Ардерн поховати плаценту її дитини у цьому марае на підставі принципів Договору Вайтангі. Маорійські лідери похвалили Ардерн за її виступ під час того візиту до Вайтангі. У відповідь вона сказала: «Одного разу я хочу сказати своїй дитині, що я заслужила право стояти тут, і тільки ви можете сказати мені, коли я це заслужу».

## Залучення України до святкування
У лютому 2023 року участь у святкуванні Дня Вайтангі в Новій Зеландії взяв Посол України в Австралії Василь Мирошниченко, який під час відвідання урочистої церемонії у Вайтангі зустрівся з тодішнім міністром оборони Нової Зеландії Ендрю Літтлом, нагадавши йому про російське вторгнення в Україну і поділившись історією про новозеландського доктора Ендрю Бегшоу, який працював волонтером в Україні і загинув, рятуючи літню жінку на початку січня 2023 року.